# Braunsapis reducta
Braunsapis reducta är en biart som först beskrevs av Cockerell 1916.  Braunsapis reducta ingår i släktet Braunsapis och familjen långtungebin. Inga underarter finns listade.